# Jørgen Bo Petersen
Pour les articles homonymes, voir Petersen.
Jørgen Bo Petersen, né le 11 avril 1970 à Hørsholm au Danemark, est un coureur cycliste danois. Professionnel de 2000 à 2004, il a notamment remporté le Tour de Luxembourg, le Tour de Saxe (2001), et le Grand Prix de la Forêt-Noire (2002).

## Palmarès
- 1987
  - 3e du championnat du Danemark du contre-la-montre juniors
- 1988
  - Champion des Pays nordiques sur route juniors
- 1990
  - 3e du championnat du Danemark du contre-la-montre par équipes
- 1992
  - 2e du championnat du Danemark du contre-la-montre amateurs
- 1994
  - Grand Prix Ost Fenster
- 1995
  - 2e du Grand Prix Ost Fenster
- 1998
  - 3e étape de la Sea Otter Classic
  - 2e de Cologne-Schuld-Frechen
- 1999
  - Tour de Moselle :
    - Classement général
    - 4e étape (contre-la-montre)
- 2000
  - Nordsjællands CK Linieøb
  - 3e du Tour de l'Oise
- 2001
  -  Champion du Danemark du contre-la-montre par équipes (avec Jimmy Hansen et Michael Skelde)
  - Classement général du Tour de Luxembourg
  - Tour de Saxe :
    - Classement général
    - 4ea étape (contre-la-montre)

  - 3e étape de Paris-Corrèze
  - 2e du championnat du Danemark du contre-la-montre
- 2002
  - Grand Prix de la Forêt-Noire
  - 5e étape du Circuit des mines
  - 2e du Tour de Normandie
  - 2e du Tour de Saxe
  - 2e du Tour de Bochum
  - 3e de la Classique des Alpes
- 2003
  - 2e du championnat du Danemark du contre-la-montre
  - 3e du Tour du Poitou-Charentes
  - 3e du GP Aarhus